# Sambentenga
Sambentenga, également appelé Sambtenga, est une localité située dans le département de Ziga de la province du Sanmatenga dans la région Centre-Nord au Burkina Faso.

## Géographie
Sambentenga se trouve à 8 km au sud-ouest de Ziga, le chef-lieu du département, et à 80 km au sud-est de Kaya, la capitale régionale.

## Éducation et santé
Le centre de soins le plus proche de Sambentenga est le centre de santé et de promotion sociale (CSPS) de Ziga tandis que le centre hospitalier régional (CHR) se trouve à Kaya.